# Vigrid (organisation)
Vigrid är en norsk organisation och politiskt parti som grundades av Tore W. Tvedt den 31 december 1998. Idag leds Vigrid av Thorgrim O. Bredesen. Partiet grundar sin ideologi på fornnordisk mytologi och raslära. Partiet ställer upp i Stortingsvalet 2009.

## Webbsidor
- vigrid.net
- vigrid.win